# Jean Nicolas Derazey
Jean Nicolas Derazey est un homme politique français né le 21 juin 1760 à Harol (Vosges) et décédé le 26 février 1843 au château de Saurmot (Vosges).

## Biographie
Juge au tribunal civil du district de Darney, il devient membre du directoire de ce district, puis conservateur des hypothèques à Épinal et accusateur public au tribunal criminel des Vosges.
Il est procureur général près la cour de justice criminelle des Vosges et chevalier d'Empire le 10 février 1809. Il est député des Vosges de 1815 à 1816, siégeant parmi les royalistes modérés au sein de la Chambre introuvable. Il est nommé conseiller à la cour royale de Nancy en 1816. Nommé chevalier de la Légion d'honneur le 14 juin 1804.
Il est le frère du conventionnel Jean Joseph Eustache Derazey.